# Fetter Lane Society
Die Fetter Lane Society ist die erste britische Gemeine der Herrnhuter Brüdergemeine. Sie wurde Anfang 1738 durch den aus Frankfurt am Main stammenden Bischof Peter Böhler (1712–1775) gegründet.

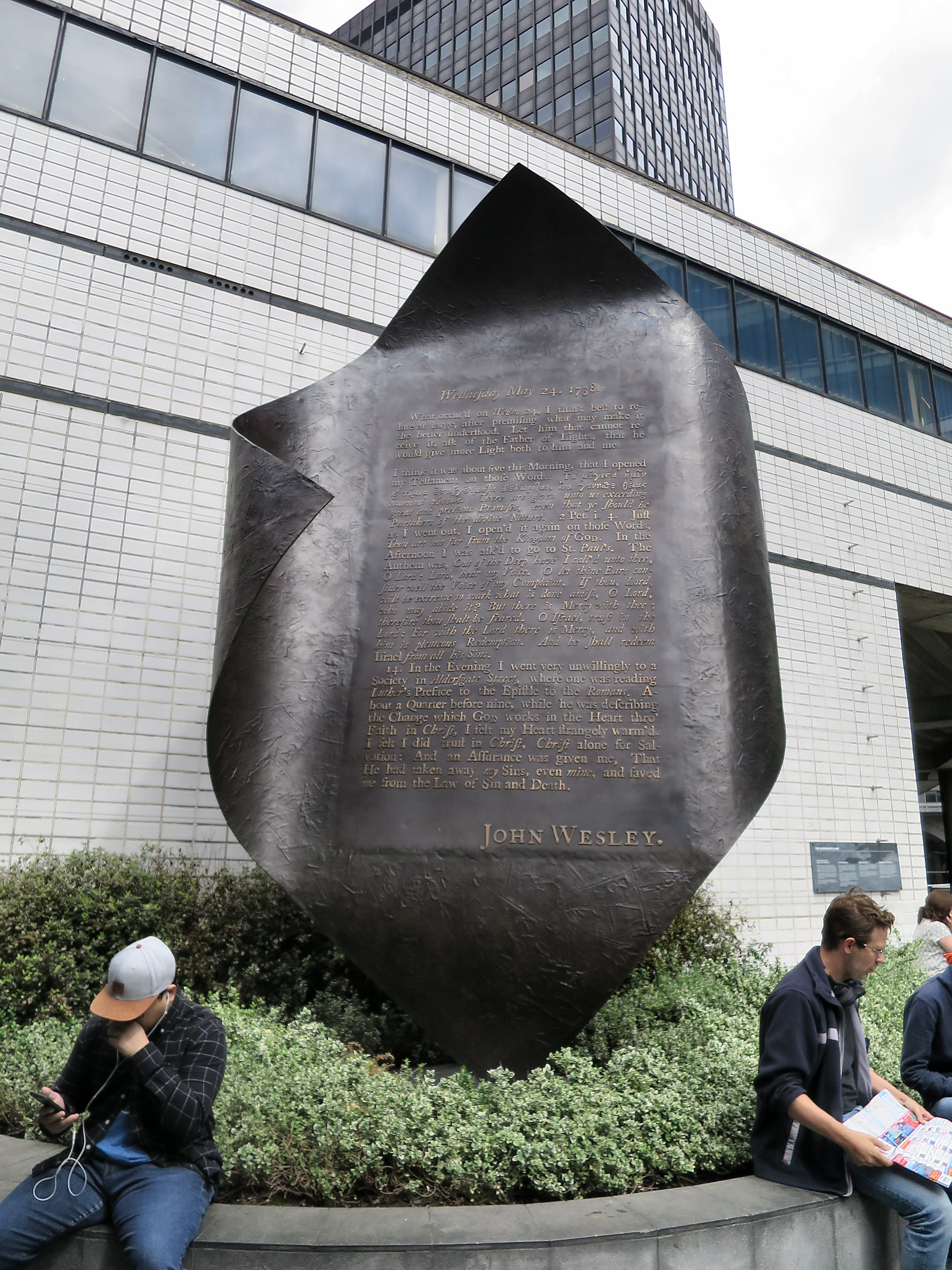
Aldersgate Flame zur Erinnerung an den Besuch von John Wesley bei einer der ersten Zusammenkünfte der Society

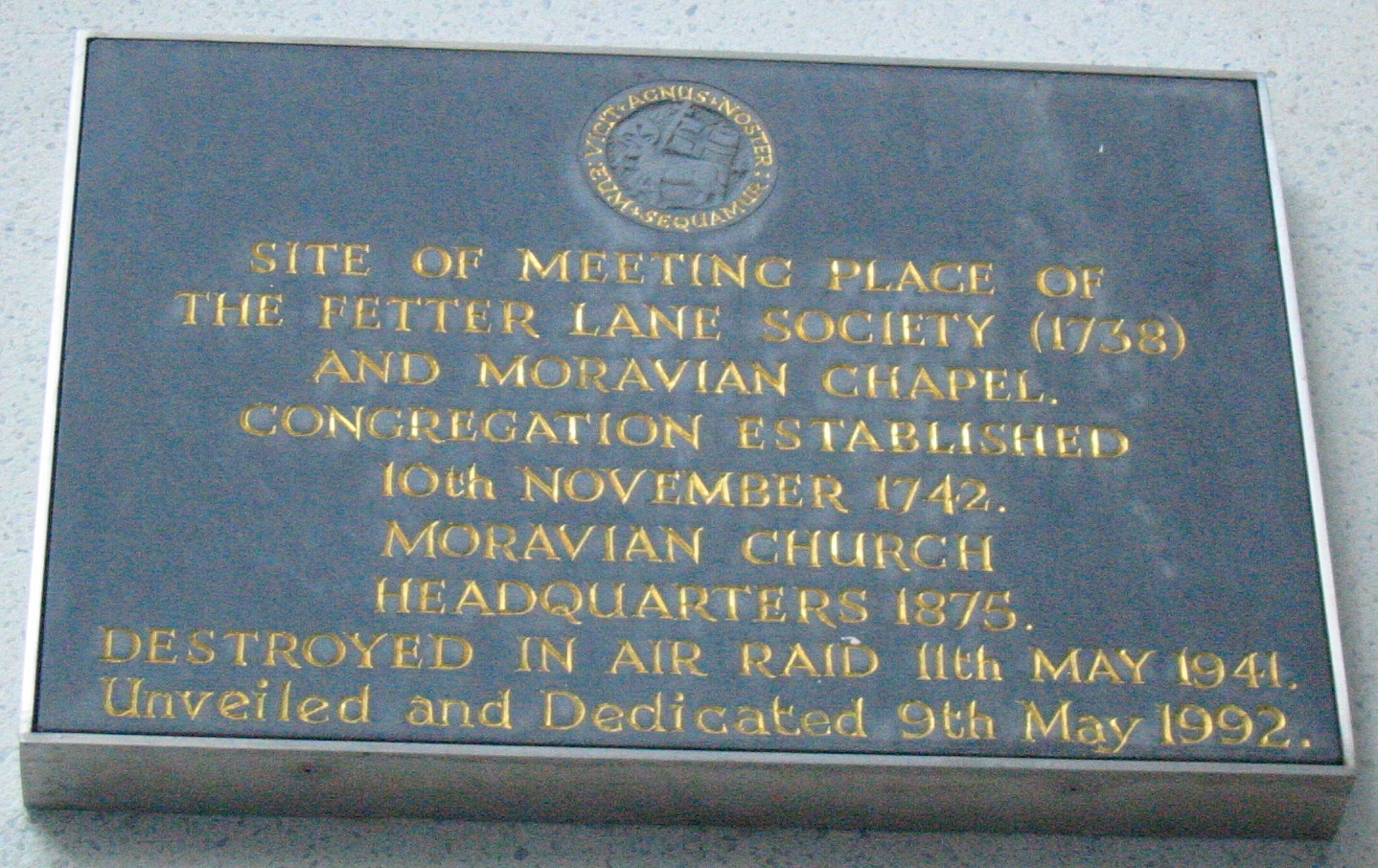
Gedenkplakette in der Fetter Lane

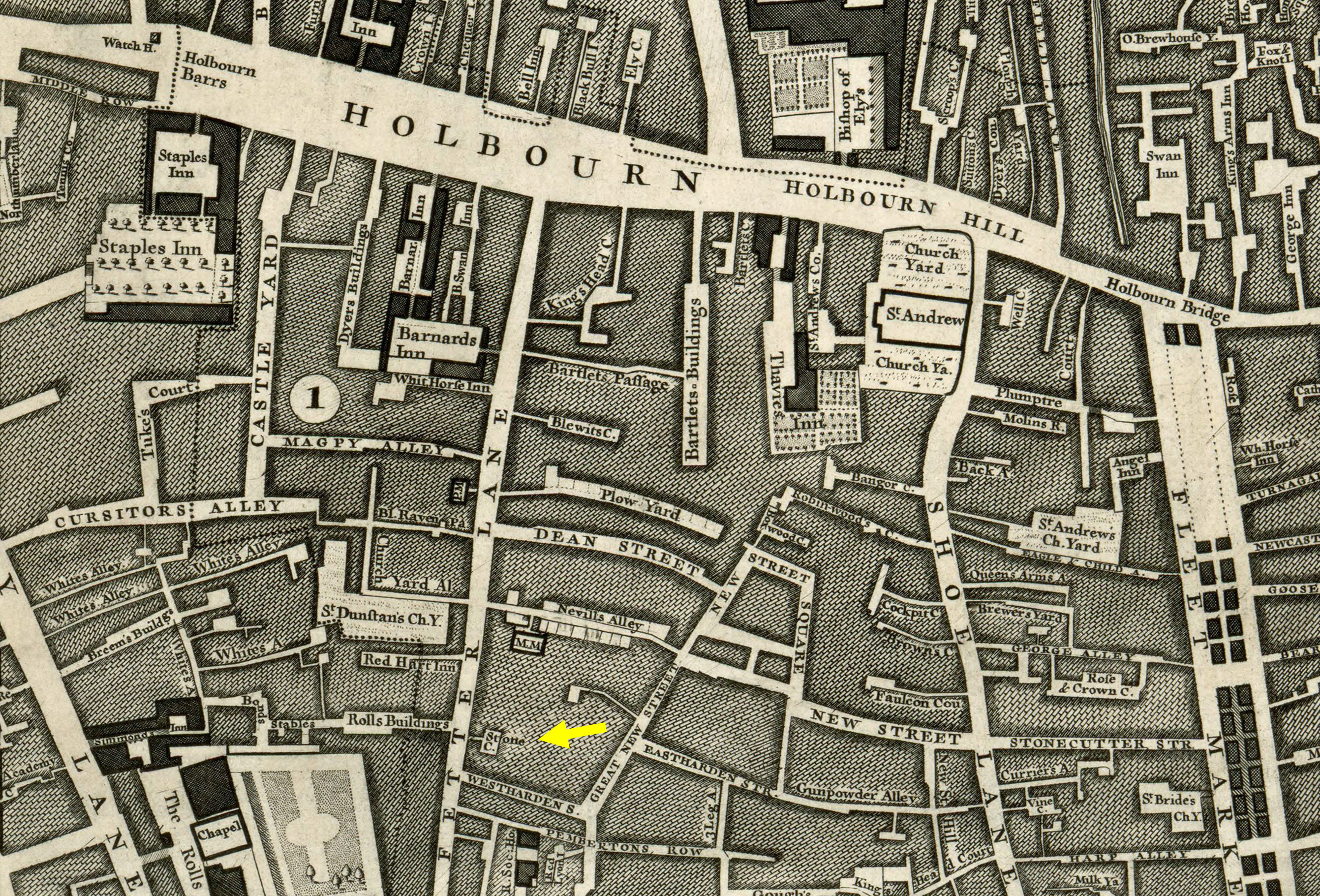
Kapelle in der Fetter Lane auf einem Londoner Stadtplan von John Rocque aus dem Jahre 1746

## Anfänge
Im Juni 1728 schickte Nikolaus Ludwig von Zinzendorf drei Boten nach England, die Verbindungen zu den dortigen Erweckten vermitteln sollten: Johann Töltschig (1703–1764), David Nitschmann und Friedrich Wenzel Neißer. England war wichtig für die Missionspläne der Herrnhuter. Im Winter 1734/1735 verhandelte August Gottlieb Spangenberg auf Seiten der Herrnhuter mit den Trustees for the Establishment of the Colony of Georgia in America. Spangenberg arbeitete zuvor bei den pietistisch geprägten Franckeschen Stiftungen, wurde aber auf Befehl des preußischen Königs 1733 aus Halle (Saale) vertrieben. Es gelang Spangenberg, den späteren Gouverneur General James Oglethorpe für die Herrnhuter zu gewinnen, obwohl der Hofprediger des englischen Königs Georg I., Friedrich Michael Ziegenhagen, zu den Hallischen Pietisten hielt.

## Gründungsgeschichte
Peter Böhler traf im Februar des Jahres 1738 zusammen mit George Schulius († 1739) und Friedrich Wenzel Neißer in London ein. Ihr eigentliches Ziel waren Missionen der Herrnhuter (englisch: Moravians) in South Carolina und Georgia. Ursprünglich wollten die drei Deutschen keine Gesellschaft für Engländer gründen, zumal zunächst niemand von ihnen die Sprache beherrschte. Allerdings sollte Böhler im Auftrag des Gründers der Herrnhuter Brüdergemeine Nikolaus Ludwig von Zinzendorf Studenten in der University of Oxford besuchen. Als Kontakt und Begleitung diente der kürzlich aus Georgia zurückgekehrte John Wesley, der bis zu seiner Abreise nach Georgia in Oxford den Holy Club leitete, eine Organisation der dortigen Christ Church. Wesley hatte in Georgia unter anderem Kontakt zu Spangenberg, dem späteren Nachfolger Zinzendorfs.
Trotz ursprünglich anderer Vorhaben kam es im Mai 1738 zur Gründung einer Society, deren Mitglieder hauptsächlich Anglikaner waren, die der Erweckungsbewegung nahe standen. Das erste Versammlungshaus war in der Aldersgate Street. Prominente Mitglieder waren neben John Wesley dessen Bruder Charles Wesley und George Whitefield. Trotz der anfänglichen Begeisterung kam es durch Streitigkeiten mit den pietistisch eingestellten Herrnhutern wie Philipp Heinrich Molther (1714–1780) zu Verwerfungen mit John Wesley. Ab Juni 1740 war Wesley bei der Fetter Lane Society nicht mehr willkommen. Er gründete mit 50 seiner Anhänger in einer ehemaligen Kanonengießerei des Board of Ordnance in Moorfields die Foundery Society, die zur Gründung der Methodistischen Kirche führte. Auch Wiedervereinigungsbemühungen Spangenbergs und Böhlers fruchteten nicht.
1740 wurde eine Kapelle in der Fetter Lane Nummer 33 gegründet. Ein Jahr später besuchte Zinzendorf die Fetter Lane Society zusammen mit seiner Ehefrau Erdmuthe Dorothea und deren ältester Tochter Benigna. Die Fetter Lane Society wurde am 7. September 1742 gemäß der Toleranzakte von 1689 als Dissenter-Organisation anerkannt. Das Bestreben, bei Erzbischof John Potter die Anerkennung der brüderischen Kirchenzucht und Ordination innerhalb der Church of England zu erlangen, blieb jedoch ohne Erfolg. Mitte und Ende der 1740er Jahre besuchte auch der schwedische Wissenschaftler, Mystiker und Theosoph Emanuel Swedenborg die Fetter Lane Society.

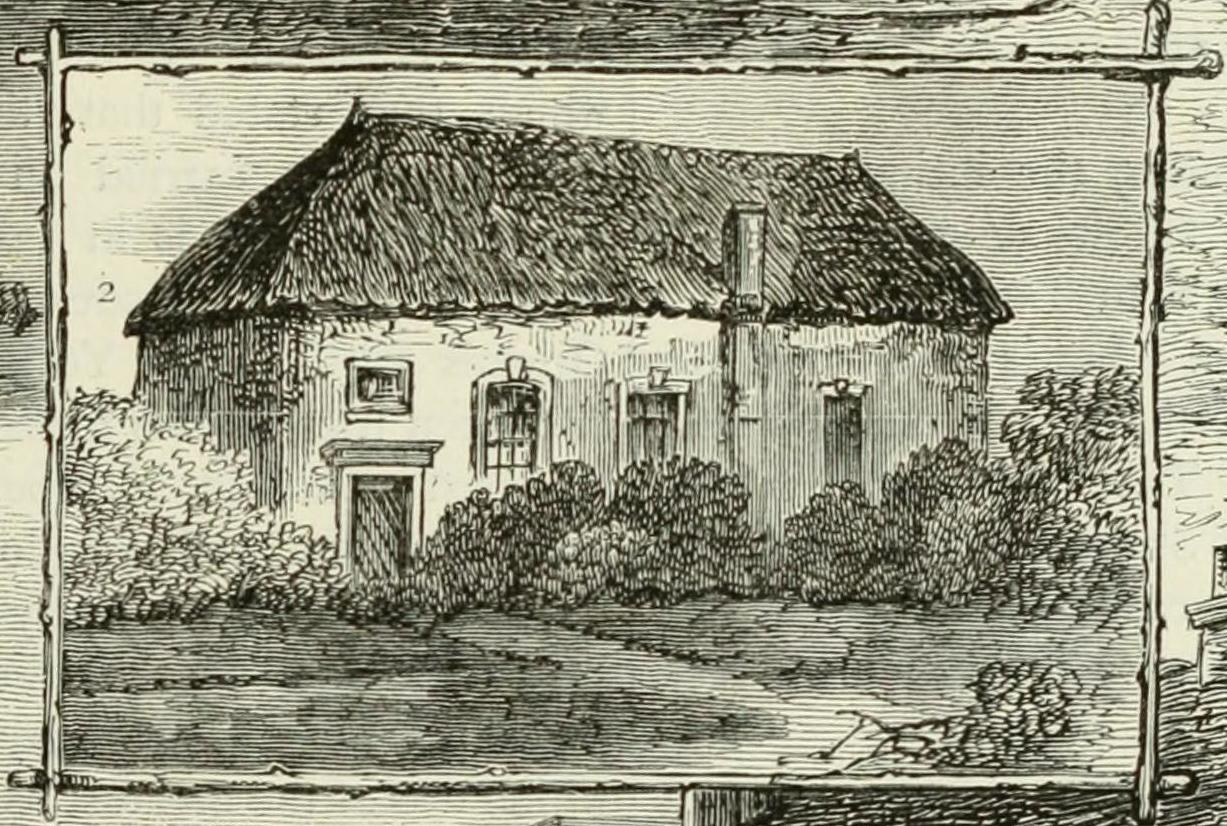
Moravian Chapel in Old Chelsea um 1750

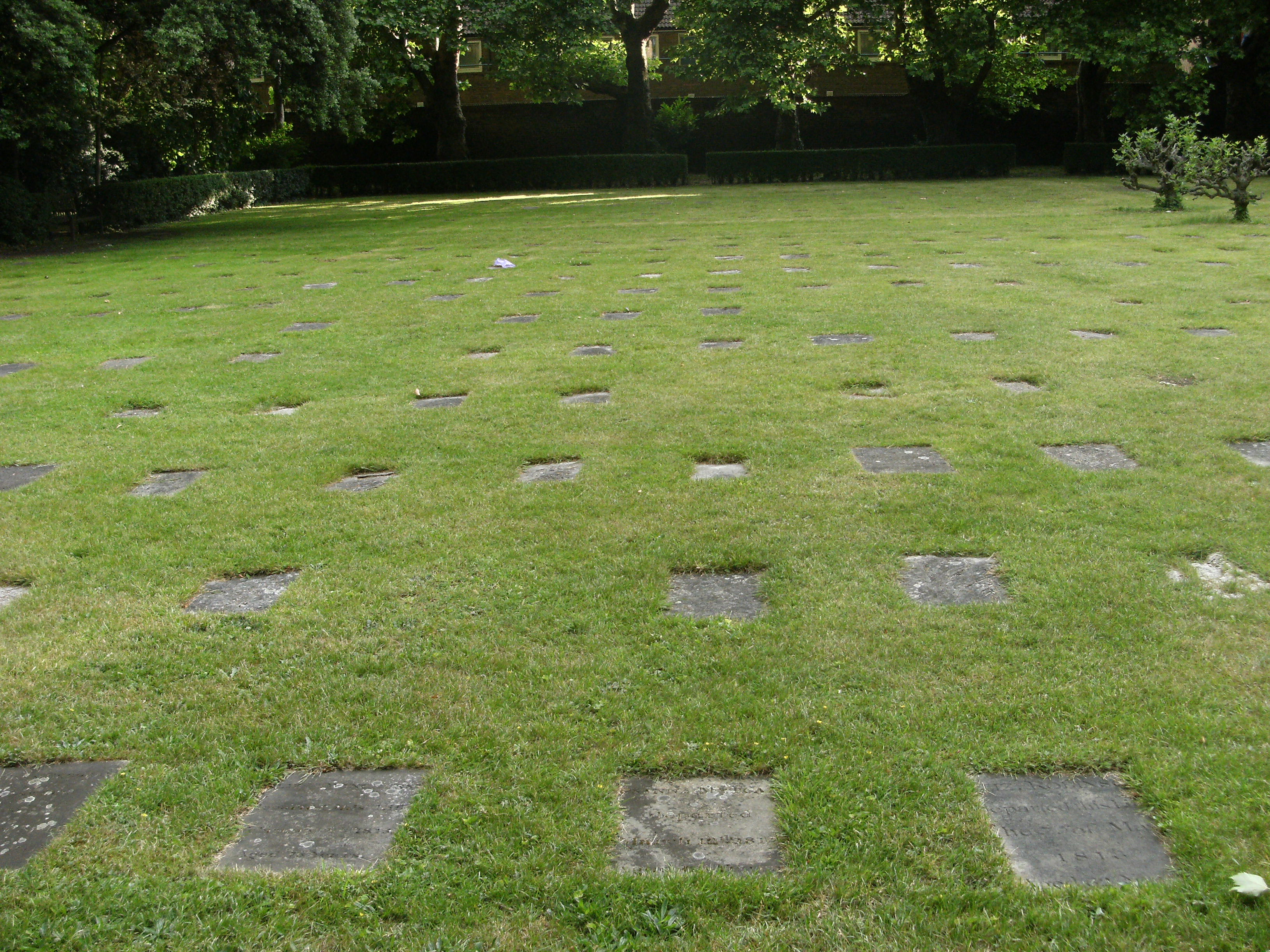
Gottesacker der Fetterlane Moravian Church in Chelsea

## Chelsea
1750 erwarb Zinzendorf im Londoner Stadtteil Chelsea das von Robert Bertie, 3. Earl of Lindsey (1630–1701), 1674 erbaute Lindsey House und damit das Anwesen von Beauford House für die Herrnhuter Brüdergemeine. Dort wurde durch den Gründer von Niesky und Architekten Siegmund August von Gersdorf (1702–1777) anstatt des Stallgebäudes von Beauford House eine Kapelle und ein Ministerhaus errichtet und 1753 eingeweiht. Auf dem Gottesacker auf dem ehemaligen Stallhof befinden sich unter anderem die Gräber von Peter Böhler, Zinzendorfs Sohn Renatus und dem Vater von Benjamin Henry Latrobe, Benjamin La Trobe (1728–1786). Da sich kaum Brüder ansiedelten, wurde Lindsey House rund zehn Jahre nach dem Tod Zinzendorfs wieder verkauft, während Kapelle und Gottesacker weiter genutzt wurden. Vom 1855 in Kraft getretenen Gesetz zur Schließung von Londoner Friedhöfen wurde der Gottesacker ausgenommen. Trotzdem wurden 1888 die Bestattungen auf Feuerbestattungen umgestellt. 1913 gab es rund 400 Gräber.

## 1941 bis heute
Die Kapelle in der Fetter Lane wurde am 11. Mai 1941 bei einem Bombenangriff während der Luftschlacht um England zerstört. Die Brüdergemeine betete fortan in Kapellen verschiedener Konfessionen, meist südlich der Themse. Schließlich wurde in den 1960er Jahren beschlossen, die Fetter Lane Moravian Church am Standort Chelsea neu zu gründen. Seitdem befindet sich die Kirche im Moravian Close (381 King’s Road) direkt am alten Gottesacker.